# Name Service Switch
Name Service Switch (NSS), em português comutador de serviço de nomes, é um recurso em sistemas operacionais do tipo Unix que fornece uma variedade de fontes para bancos de dados de configuração comum e mecanismos de resolução de nomes. Essas fontes incluem arquivos locais de sistema operacional (como /etc/passwd, /etc/group e /etc/hosts), o Domain Name System (DNS), o Network Information Service (NIS) e o LDAP.
Este mecanismo de sistema operacional, usado em bilhões de computadores, incluindo todos os sistemas operacionais do tipo Unix, é indispensável para funcionar como parte da organização em rede e da Internet. Entre outras coisas, é invocado sempre que um usuário de computador clica ou digita um endereço de site no navegador da web ou responde ao desafio de senha para ter acesso autorizado ao computador e à Internet.